# Europese kampioenschappen schaatsen afstanden 2020 - 500 meter vrouwen
De Europese kampioenschappen schaatsen 2020 - 500 meter vrouwen werd gehouden op zaterdag 11 januari 2020 in ijsstadion Thialf in Heerenveen.
Titelverdedigster was Vanessa Herzog die de titel pakte tijdens de Europese kampioenschappen schaatsen 2018. Zij werd verslagen door Olga Fatkoelina en moest met het zilver genoegen nemen. De Nederlandse Femke Kok reed een wereldrecord junioren en eindigde daarmee als vierde.

## Uitslag
| #      | Schaatser              | Land | Tijd      |
| ------ | ---------------------- | ---- | --------- |
| Goud   | Olga Fatkoelina        | RUS  | 37,40     |
| Zilver | Vanessa Herzog         | AUT  | 37,49     |
| Brons  | Angelina Golikova      | RUS  | 37,50     |
| 4      | Femke Kok              | NED  | 37,66 WRJ |
| 5      | Daria Katsjanova       | RUS  | 37,71     |
| 6      | Letitia de Jong        | NED  | 38,19     |
| 7      | Kaja Ziomek            | POL  | 38,46     |
| 8      | Andżelika Wójcik       | POL  | 38,78     |
| 9      | Anna Nifontova         | BLR  | 38,92     |
| 10     | Julie Nistad Samsonsen | NOR  | 39,05     |
| 11     | Nikola Zdráhalová      | CZE  | 39,34     |
| 12     | Ida Njåtun             | NOR  | 39,39     |
| 13     | Hege Bøkko             | NOR  | 39,51     |
| 14     | Stien Vanhoutte        | BEL  | 39,52     |
| 15     | Katja Franzen          | GER  | 39,66     |
| 16     | Mihaela Hogaș          | ROU  | 40,26     |
| 17     | Lea-Sophie Scholz      | GER  | 40,43     |
| 18     | Jevgenia Vorobjova     | BLR  | 40,70     |
| DNS    | Jutta Leerdam          | NED  | –         |

2018 · 
2020 · 
2022 · 
2024